# Canton de Perthes
Le canton de Perthes est une ancienne division administrative française, située dans le département de Seine-et-Marne et la région Île-de-France.
Avec 49 889 habitants en 2007, le canton de Perthes est le plus peuplé du département.

## Composition
Le canton de Perthes groupait 14 communes jusqu'en mars 2015 :
- Arbonne-la-Forêt, 980 habitants
- Barbizon, 1 604 habitants
- Boissise-le-Roi, 3 674 habitants
- Cély-en-Bière, 1 141 habitants
- Chailly-en-Bière, 2 174 habitants
- Dammarie-lès-Lys, 20 735 habitants
- Fleury-en-Bière, 634 habitants
- Perthes, 2 122 habitants
- Pringy, 2 616 habitants
- Saint-Fargeau-Ponthierry, 12 334 habitants
- Saint-Germain-sur-École, 358 habitants
- Saint-Martin-en-Bière, 850 habitants
- Saint-Sauveur-sur-École, 1 106 habitants
- Villiers-en-Bière, 220 habitants

Lors du redécoupage de 2014, trois de ces communes ont rejoint le canton de Saint-Fargeau-Ponthierry (Boissise-le-Roi, Dammarie-lès-Lys, Pringy) et toutes les autres le canton de Fontainebleau.

## Représentation
| Période               | Identité           | Parti       | Qualité                                                                                    |
| --------------------- | ------------------ | ----------- | ------------------------------------------------------------------------------------------ |
| Canton créé en 1976.  |                    |             |                                                                                            |
| 1976-1982             | Claude Hénault     | PS          | Agent de maîtrise EDF Adjoint au maire de Dammarie-lès-Lys                                 |
| 1982-1995 (démission) | Jean-Claude Mignon | RPR         | Ancien chef d'entreprise Député (1988-2017) Maire de Dammarie-lès-Lys (1983-2014)          |
| 1995-2015             | Lionel Walker      | DVG puis PS | Enseignant Maire de Saint-Fargeau-Ponthierry (1995-2014) Vice-Président du Conseil Général |

## Démographie
| 1975   | 1990   | 1999   | 2006   | 2011   | 2012   |
| ------ | ------ | ------ | ------ | ------ | ------ |
| 36 962 | 46 502 | 48 196 | 49 843 | 50 456 | 51 066 |